# متری-سن-کیرن
متری-سن-کیرن (به فرانسوی: Métairies-Saint-Quirin) یک کمون در فرانسه است که در Canton of Lorquin واقع شده‌است.

## خصوصیات
متری-سن-کیرن ۹٫۵۷ کیلومترمربع مساحت و ۲۹۹ نفر جمعیت دارد.